# Jane Anderson
Jane Anderson (Atlanta, Georgia, Estados Unidos, 6 de enero de 1888-Madrid, España, 5 de mayo de 1972), por su belleza conocida como "The Georgia Peach" y burlonamente como "Lady Haw-Haw", Anderson fue una periodista de renombre mundial durante la Primera Guerra Mundial y la Guerra Civil Española, principal propagandista del bando nacional en territorio americano. Durante la Segunda Guerra Mundial trabajó para los alemanes, por lo que en 1943 fue acusada de traición, siendo posteriormente absuelta por falta de pruebas.

## Biografía
Hija del matrimonio formado por Robert M. "Red" Anderson, amigo del showman Buffalo Bill y Ellen Luckie Anderson, proveniente de una de las principales familias de Atlanta.
Pasó su adolescencia en el territorio de Arizona y más tarde vivió con sus abuelos en Demorest, donde asistió al Piedmont College, de donde fue expulsada en 1904. Finaliza sus estudios en la escuela femenina Kidd-Key en Dallas. Se mudó a Nueva York en 1909, donde reside hasta 1915. Durante su estancia escribe una serie de cuentos publicados entre los años de 1910 a 1913.
Casada en primeras nupcias con el compositor estadounidense Deems Taylor (1910-1918) y en segundas con el aristócrata español Eduardo Álvarez de Cienfuegos (1934).

### Corresponsal de guerra
En septiembre de 1915 viajó a Europa , donde permaneció hasta 1918, siendo una de las pocas corresponsales femeninas durante la Primera Guerra Mundial, situándose en primera línea del frente y enviando sus crónicas a periódicos británicos, el conservador Daily Mail, y norteamericanos. 
En 1916 sufrió una conmoción durante una de sus visitas a las trincheras británicas.

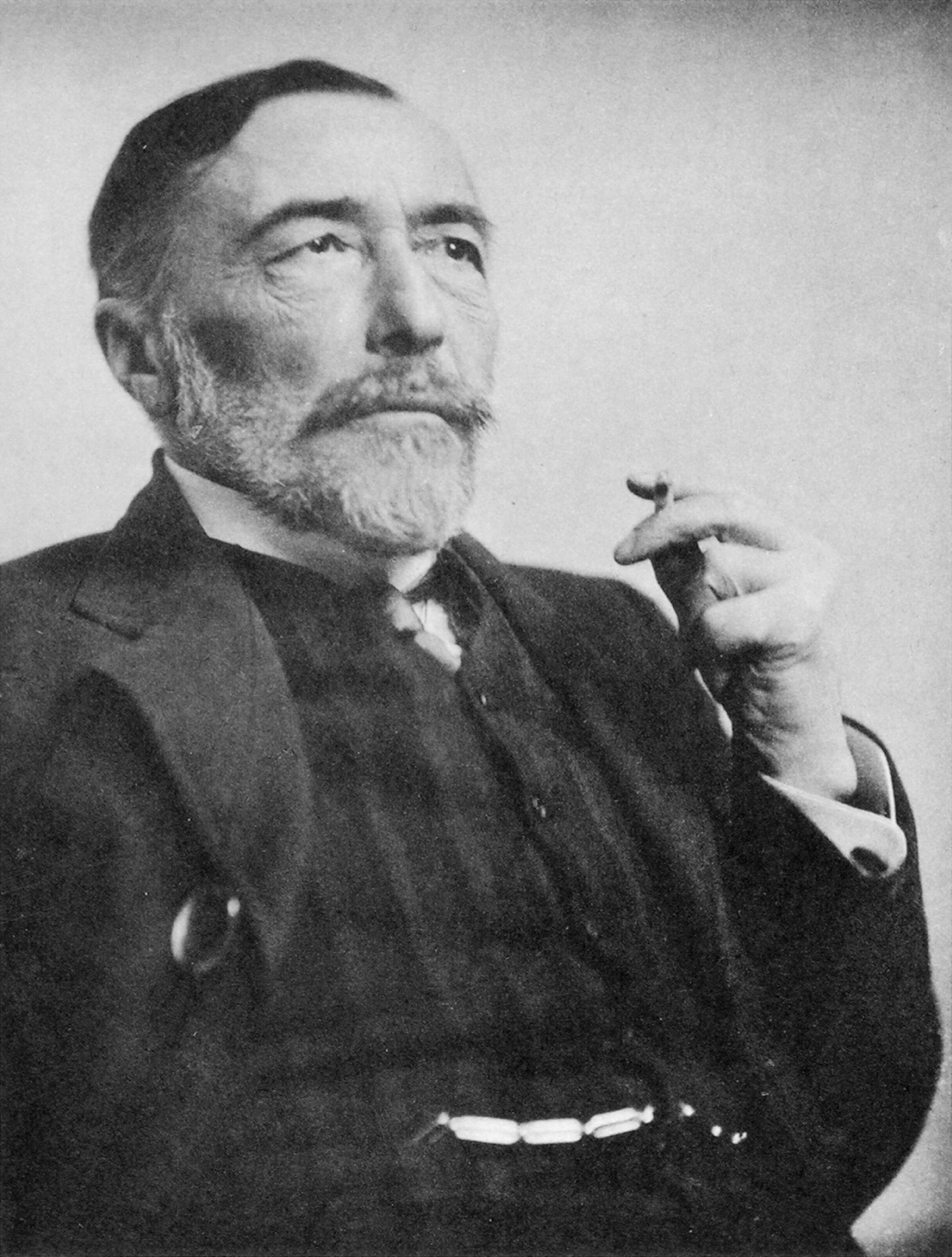
Joseph Conrad en 1916.

Donald E. Wilkes indica como Jane conoció íntimamente al novelista polaco Joseph Conrad que adoptó el inglés como lengua literaria. Algunas de sus experiencias y personajes relacionados con el contrabando de armas a favor de los carlistas aparecen descritos en La flecha de oro (1919), especialmente su protagonista, doña Rita, trasunto literario de una amante española que tuvo en esos años y en el relato "El tremolino", mientras que alguna de sus escalas en la costa asturiana se describen en La posada de las dos brujas, de 1913.
En 1922 regresó a Europa como corresponsal de la agencia norteamericana International News Service (INS) de la Hearst Corporation propiedad del magnate de la prensa William Randolph Hearst.

### España
Convertida al catolicismo, el 23 de octubre de 1934 contrajo matrimonio en la catedral de Sevilla con el noble español Eduardo Álvarez de Cienfuegos, residiendo con él en España.
Por su tendencia anticomunista en julio de 1936 ofrece inmediatamente sus servicios al bando sublevado enviando sus crónicas de guerra al británico Daily Mail. 
El 21 de agosto de 1936 el embajador soviético ante el gobierno republicano, Marcel Izrailevich Rosenberg, le ofrece 150.000 dólares por hacerse cargo de la dirección de prensa y propaganda.
Acusada de espía fascista, el 13 de septiembre de 1936 fue capturada y encarcelada, siendo torturada por miembros comunistas del bando republicano y sentenciada a muerte.
En octubre de 1936, gracias a la mediación personal del cónsul Eric C. Wendelin y la intervención del Secretario de Estados Unidos Cordell Hull fue excarcelada con la condición de abandonar España.
Sus experiencias en España movieron su lealtad política al bando sublevado.

### Estados Unidos
A su regreso a Estados Unidos narra tanto su experiencia carcelaria como los acontecimientos de la Guerra Civil Española llegando a convertirse, a juicio del diario Catholic Digest, en la más importante de las propagandistas anticomunistas, rivalizando con monseñor Fulton Sheen.
Jane, conocida en Norteamérica como Marquesa de Cienfuegos, denuncia la Revolución Española como parte de la estrategia comunista para alcanzar la supremacía mundial, caracterizando al bando republicano como "gobierno fantasma" creado y controlado por la Unión Soviética.
Sus encendidas y vehementes charlas sobre las torturas, violaciones y vejaciones infligidas a los religiosos se gana al público católico norteamericano que presiona a la Administración Roosevelt para que Estados Unidos mantenga su política de no intervención.
Por sus sufrimientos en la checa fue considerada por el obispo Fulton Sheen una mártir viviente.
Sufre una campaña de difamación orquestada por embajador antifascista Fernando de los Ríos quién la acusa de espía vendida al dictador Francisco Franco. Se comentaba como a cambio de su silencio le habían ofrecido cheques en blanco.
Con el patrocinio franquista ideado y gestiona las Rutas Nacionales (Spanish State Tourist Service) puestas en marcha por Luis Bolín, única agencia de viajes especializada en el turismo de Guerra. Gracias a su gestión católicos estadounidenses viajan a España para constatar de primera mano los efectos del Terror Rojo en España.

### Vuelta a España
Regresó a España en 1938 trabajando para el Ministerio de Propaganda.

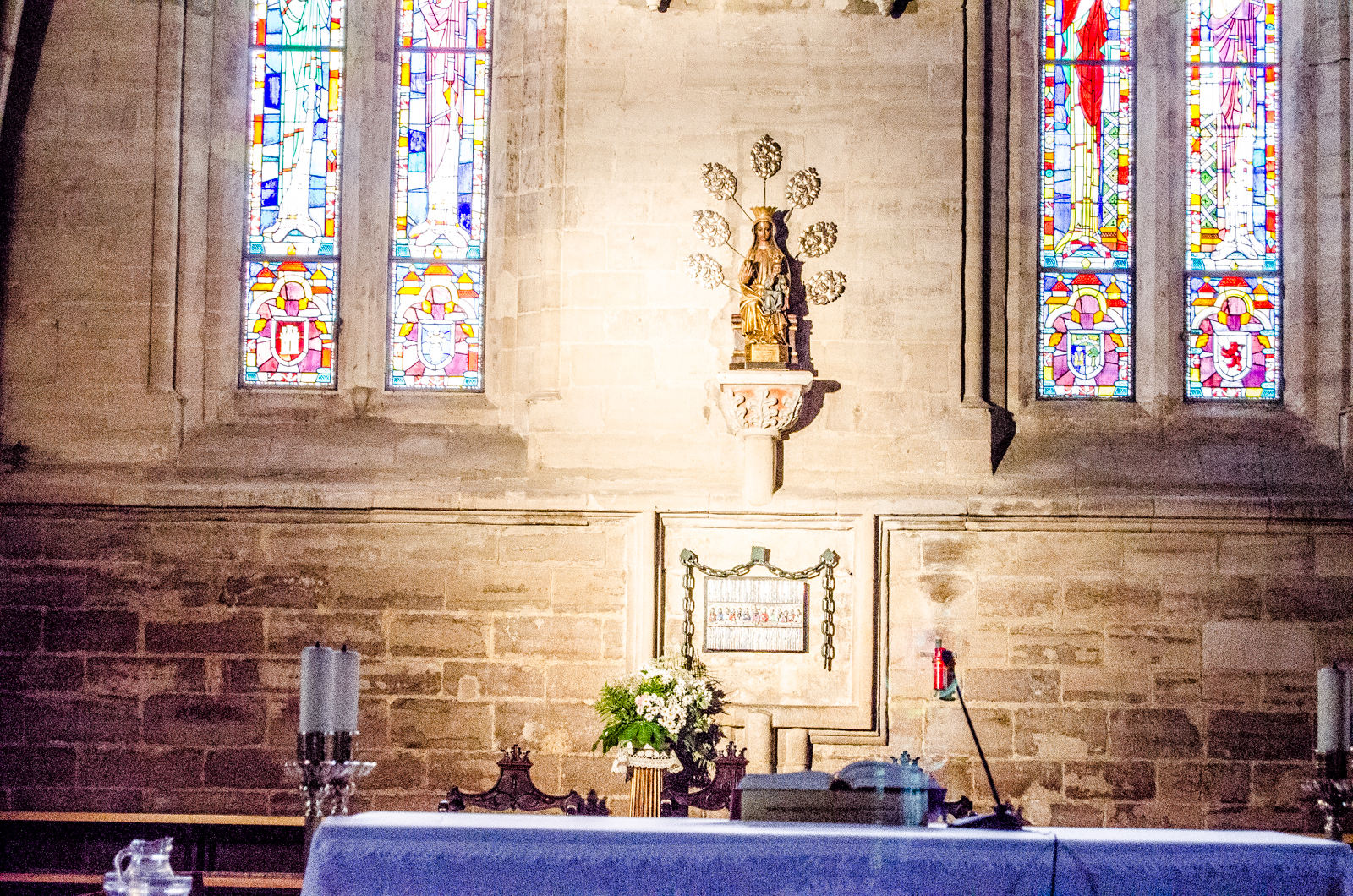
Imagen de Nuestra Señora de Gamonal

En marzo de 1939 el matrimonio visita la ciudad de Burgos, capital del bando sublevado, siendo entrevistada por un periodista del El Castellano quien le entrega un libro de iglesia de Santa María la Real y Antigua de Gamonal, de la que Jane era devota.
En el mes de agosto de 1939 regresa a Burgos acompañada el obispo de Savanah-Atlanta, doctor Gerald Patrick Aloysius O'Hara, el lector de la catedral y su secretario.
Durante el banquete ofrecido por el anglófilo canciller español Juan Beigbeder, llegó a decir de ella que había sido la mujer que más había hecho por España en la guerra civil.

### Alemania
Por su labor llama la atención de la Reichs-Rundfunk-Gesellschaft, Radio Estatal Alemana, que le ofreció un puesto en Berlín en 1940.
Desde la primavera de 1941 reside en Berlín, y tras su encuentro con Joseph Goebbels, ministro que apreciaba su labor propagandística en España, comienza a publicar en el periódico nacionalsocialista News from Germany, publicado en inglés. Desde el 14 de abril de 1941 hasta el 6 de abril de 1942 trabaja como locutora eun una emisora de radio en onda corta que difunde propaganda proalemana a las tropas estadounidenses y británicas que transmitió bajo el título de "The Georgia Peach". Los soldados la apodaron "Lady Haw-Haw" en referencia a otro propagandista, William Joyce, apodado "Lord Haw-Haw" por la prensa británica.
Cayó en desgracia con el Ministerio de Propaganda Nazi siendo retirada del programa 1942.
Cuando la Alemania nazi declaró la guerra a los Estados Unidos el 11 de diciembre de 1941 los ciudadanos estadounidenses fueron repatriados, pero Anderson decidió quedarse allí.

## Proceso
El 26 de julio de 1943 Anderson junto con Fred W. Kaltenbach, Douglas Chandler, Edward Delaney, Constance Drexel, Robert Henry Best, Max Otto Koischwitz y Ezra Pound fue acusada de traición por el gran jurado del Distrito de Columbia.
De este modo se convierte en una de las cuatro mujeres norteamericanas inculpadas por traición, suerte que corrieron otros célebres norteamericanos pronazis como el poeta Ezra Pound que retransmitía desde Italia en favor de Mussolini.
En 1947 ella y su esposo fueron arrestados por las autoridades aliadas de Salzburgo. 
El 27 de octubre de 1947, el Departamento de Justicia de los Estados Unidos retira todos los cargos por falta de pruebas, pese a que durante más de dos años, cada jueves y cada sábado a las nueve de la noche, emitía su programa radiofónico desde Berlín.
En la decisión pudo influir su condición de ciudadana española por matrimonio desde 1934.

## Regreso a España
Después de la guerra regresa a España, residiendo en Almoharín, pueblecito de la Alta Extremadura donde Cienfuegos tenía posesiones. Conocida popularmente como doña Juanita. A principios de los años sesenta se traslada a Cáceres donde gana su sustento dando clases particulares de inglés y de alemán. En 1964,  muy enferma un sobrino la lleva a Madrid a una residencia de mayores donde fallece.

## Reconocimiento
Recibió en España dos medallas: Sufrimientos por la Patria y la de Dama Mutilada de guerra, ambas concedidas por las torturas sufridas en una Checa, instalación que durante la guerra civil española fue utilizada en la zona republicana al margen de las leyes para detener, interrogar, torturar, juzgar de forma sumarísima y ejecutar a sospechosos de simpatizar con el bando rebelde.
Gran Cruz de Oro de la Orden de la Medauia, máxima distinción de mérito otorgada por el jalifa de la zona del Protectorado español en Marruecos, como representante del sultán de Marruecos.